# El-Tor
El-Tor (arabsky الطور) je egyptské město, ležící na Sinajském poloostrově v guvernorátu Jižní Sinaj. Město, které bylo dříve známo jako Raithu, získalo jméno podle hory Džabal Al Tor. El-Tor se nachází na pobřeží Suezského zálivu přibližně sto kilometrů severozápadně od letoviska Šarm aš-Šajch.